# Xeno-canto
O xeno-canto é um website de ciência cidadã no qual voluntários registram, carregam e anotam as gravações de vocalizações de aves. Todas as gravações são publicados em licenças Creative Commons, incluindo algumas em licenças abertas.
Os dados do xeno-canto foram utilizados em alguns trabalhos científicos.
O site é suportado diversas instituições acadêmicas e de observação de aves em todo o mundo, com o seu principal apoio na Holanda.